# Никола Пал Дукагини
Никола Пал Дукагини (на албански: Nikollë Pal Dukagjini) (1410 – след 1479) е албански аристократ от XV век.

## Биография
Произлиза от рода Дукагини и е син на Пал II Дукагини, един от участниците в Лежката лига.
След смъртта на Скендербег през 1468 г. Никола Дукагини и двамата му братя Лека Дукагини и Прогон Дукагини са съюзници на Венецианската република.
При отстъплението на османската войска след първата обсада на Шкодра през август 1474 г. османците подпалват района около нея, включително замъка Дан, въпреки силната съпротива на братята Никола и Лека Дукагини. През юни 1478 г. османците превземат Круя, а малко след това и Лежа. Теодор и Будомир Дукагини, двама братовчеди на Никола, са сред загиналите в тази битка.
На 25 януари 1479 г. Република Венеция подписва Константинополския договор с Османската империя, според който град Шкодра е отстъпен на османците, при условие че гражданите му ще могат свободно да напуснат. В крайна сметка на 25 април същата година османските сили навлизат в Шкодра и местните хора масово емигрират, най-вече към Венеция. Никола и брат му Лека също бягат в Италия.
Две години по-късно, в началото на лятото на 1481 г., Никола Дукагини и Лека Дукагини се завръщат заедно със сина на Скендербег Гьон II Кастриоти и други благородници, за да ръководят въоръженото движение срещу османците.

## Семейство
Никола Дукагини се жени за Кирана Арианити, дъщеря на Георги Арианит, и има един оцелял син Прогон. Синът му се завръща от Италия на албанска земя, за да ръководи антиосмански бунт, избухнал в Северна Албания през 1501 г. В крайна сметка той подписва споразумение с османците, приема исляма и получава титлата паша на Румелия, както и владението над част от фамилните имоти на Дукагини под формата на тимар. През 1514-1515 година за кратко е велик везир на Османската империя като Дукагинзаде Ахмед паша.